# Gapurosukolilo
Gapurosukolilo is een bestuurslaag in het regentschap Gresik van de provincie Oost-Java, Indonesië. Gapurosukolilo telt 1799 inwoners (volkstelling 2010).